# Anne de Vries (1904-1964)
Anne de Vries (Assen, 22 mei 1904 – Zeist, 29 november 1964) was een Nederlandse onderwijzer en schrijver. Hij werd vooral bekend door een tweetal streekromans over de Drentse jongen Bartje en door het oorlogsboek voor de jeugd Reis door de Nacht.

## Levensloop
De Vries werd geboren in Assen aan de Witterweg (later Witterstraat). Zijn jeugd bracht hij door op een boerderij in Kloosterveen vlakbij Assen.
Als scholier schreef hij berichtjes voor de Asser Courant die hem twee kwartjes per stuk opleverden. Ook schreef hij eens een kerstverhaal dat een rijksdaalder waard was.
Tijdens de oorlogsjaren woonde de Vries in Hooghalen (landhuis Klein Dennenrode) waar hij actief was in het verzet.
Uit heimwee naar zijn Drentse geboortegrond schreef De Vries zijn eerste boekjes in zijn latere woonplaats Zeist. Daar schreef hij in 1935 het boek Bartje. Naar eigen zeggen mag dit boek niet gezien worden als een autobiografie.

Bartje heb ik geschreven vanuit mijn jeugdgevoelens, gecombineerd met mijn studie en ervaring als schoolmeester. Bartje wil een schreeuw zijn om eerlijkheid in de opvoeding, om oprechtheid en belangeloosheid tegenover het kind, dat in ons graag een kameraad wil zien en zich telkens weer door ons bedrogen voelt. Het boek wil laten zien hoe daardoor bij het kind zich wel dezelfde ondeugden moeten ontwikkelen en dezelfde listen en achterbaksheden waar wij als grote mensen altijd mee te strijden hebben.
—  

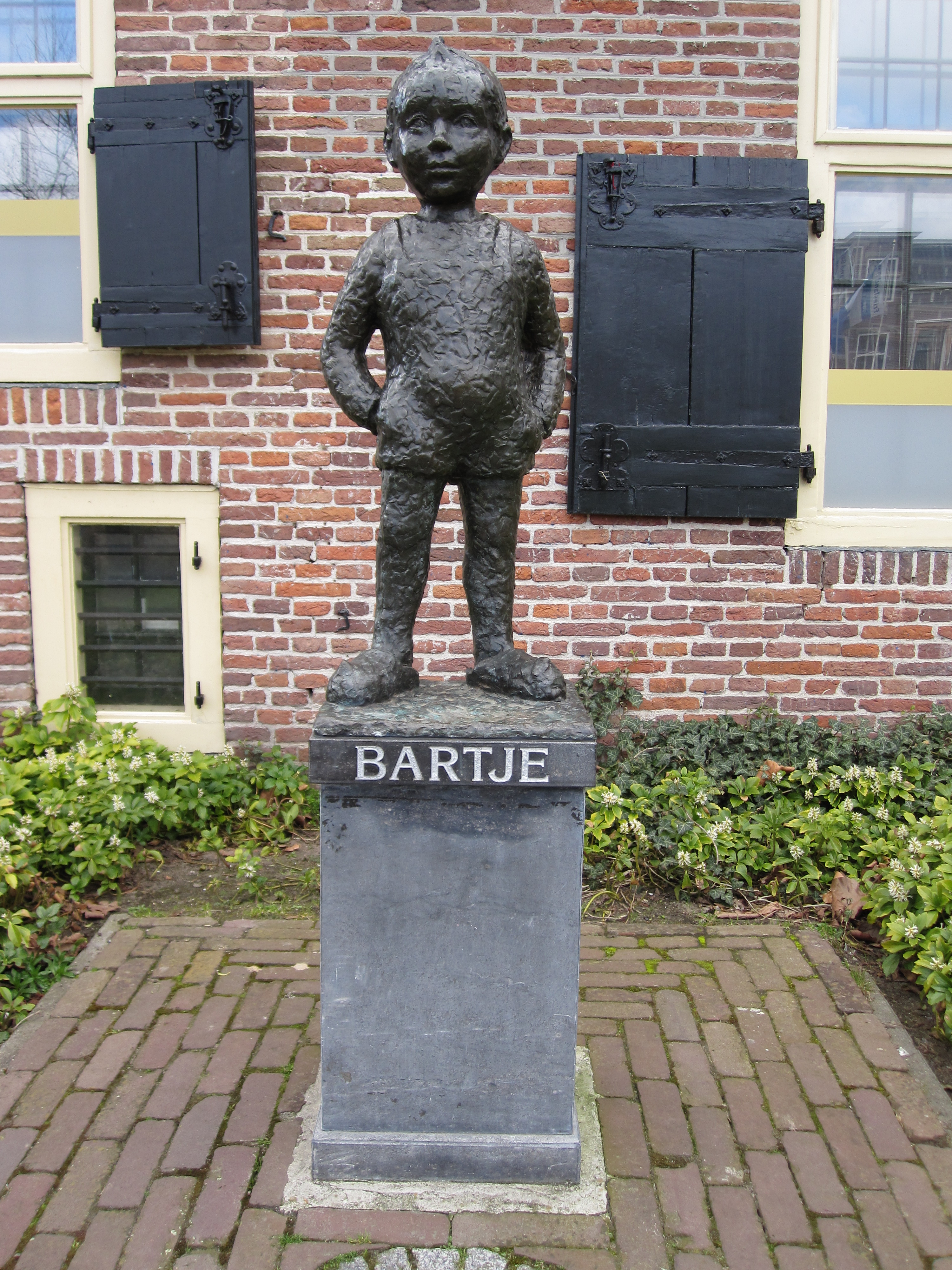
Standbeeld van Bartje, de hoofdfiguur in de romans

Na het succes van Bartje kwam het vervolg: Bartje zoekt het geluk, dat net zo'n groot succes werd als het eerste deel. In dit tweede deel kreeg Bartje een aanstelling als boerenknecht en zou hij door schade en schande leren wat in het leven nou werkelijk het belangrijkste is. Bartje werd onder meer vertaald in het Duits, Deens, Zweeds, Noors, Tsjechisch en Hongaars. Nationale bekendheid kreeg Anne de Vries nadat Bartje in 1972 werd verfilmd tot een televisieserie door Willy van Hemert. Mede door deze verfilming werd Bartje het symbool voor de provincie Drenthe.
De Vries kende de verzetsstrijder Johannes Post persoonlijk. Hij vervoerde verschillende keren leden van diens verzetsgroep met zijn eigen auto. De Vries was zelf ook actief binnen het verzet. Hij werd in het voorjaar van 1945 gepakt met een aantal anderen. Een SD-officier had het boek Hilde in de Duitse vertaling gelezen en redde De Vries het leven.
Al tijdens de oorlog ontstond het plan om na de oorlog het verhaal van Post op te tekenen. Post leverde De Vries vanaf 1943 met enige regelmaat gegevens voor het boek. Post werd in juli 1944 na de mislukte overval op het Huis van Bewaring I in Amsterdam gepakt en geëxecuteerd. Kort na de bevrijding stak De Vries veel tijd in het verzamelen van gegevens. De Vries publiceerde zijn bevindingen eerst in een serie van 32 verhalen in Vrij Nederland, voordat in 1948 het boek De levensroman van Johannes Post het licht zag. Het boek werd een bestseller. In de loop van de jaren werden er meer dan 35.000 van gepubliceerd. Elementen uit zijn eigen oorlogtijd en uit het leven van Post verwerkte De Vries later in Reis door de nacht.
Geert Hovingh leverde in 1995 in zijn boek Johannes Post: exponent van het verzet echter stevige kritiek op het boek van De Vries over Post. Hij zou aan "mythevorming" hebben gedaan. Bepaalde optredens, waar Posts rol discutabel was, waren weggelaten, terwijl de verrichtingen van andere verzetsstrijders met wie Post samenwerkte, onder wie zijn eigen broer Marinus, onderbelicht werden.
Naast jeugdliteratuur schreef hij kinderbijbels en schoolboekjes, onder andere over de Zuid-Amerikaanse indianenjongen Panokko.
De laatste jaren van zijn leven was hij voorzitter van de vakgroep letteren van de Bond van Christelijke Kunstenaars.

## Persoonlijk leven
De Vries trouwde in 1930 met Alida Gerdina van Wermeskerken. Uit dit huwelijk werden vijf kinderen geboren. Een van hun zonen, Anne de Vries (1944-2018), bracht in 2010 een biografie over zijn vader uit, getiteld Een zondagskind. Biografie van mijn vader.